# Силес, Хайме
Хайме Силес (исп. Jaime Siles, 1951, Валенсия) – испанский поэт, филолог-классик, переводчик.

## Биография
Учился в Саламанке, Тюбингене, Кёльне. Занимался латинской эпиграфикой. Преподавал классическую филологию в университетах Саламанки, Алькала-де-Энарес, Тенерифе. Дружил и переписывался с В.Алейксандре (1969-1984). С 1983 года руководил Институтом испанской культуры в Вене. В настоящее время преподает латинскую филологию в университете Валенсии.

## Творчество
Классическая манера первых книг Силеса развивается в сторону большей эллиптичности и смысловой сгущённости речи, обогащения её современной лексикой и интонациями, иронией и словесной игрой. Переводил Целана, писал о проблемах поэтического перевода. Автор работ о поэзии и поэтике испанского барокко, о современной лирике.

## Произведения

### Поэзия
- Génesis de la luz (1969)
- Biografía Sola (1971)
- Canon (1973, Premio Ocnos)
- Alegoría (1977)
- Música de Agua (1983)
- Poemas al revés (1987)
- Columnae (1987)
- Semáforos, semáforos (1989, Premio Loewe)
- Himnos tardíos (1998)
- Pasos en la nieve (2004)

### Сводные издания
- Obra poética 1969-1989. La Realidad y el Lenguaje (1989, отсылка к знаменитой книге Л.Сернуды "La Realidad y el Deseo")

### Эссе о литературе
- El barroco en la poesía española: conscienciación lingüística y tensión histórica (1975)
- Más allá de los signos (2001)
- Poesía y traducción, cuestión de detalle (2005)
- Estados de conciencia: ensayos sobre poesía española contemporánea ([2006)

### Переводы
- Transtextos (2006)

## Признание
Лауреат премии критики (1983), премии «Поколение 27 года» (1998) и др.